# Kržišnik
Kržišnik je priimek več znanih Slovencev:
- Alojzij Kržišnik (*1957), župnik v Kopru, Novi Gorici?, od 2024 v Komnu
- Ana Kržišnik Blažica (*1981), dramaturginja, teatrologinja, režiserka
- Anton Kržišnik (1890—1973), pravnik, politik, strokovnjak za socialno politiko
- Anton Kržišnik - Ljubo (1923—1994), partizanski poveljnik, častnik, osebni tajnik J. Broza
- Borut Kržišnik (*1961), skladatelj, glasbenik
- Ciril Kržišnik (1909—1999), pravni zgodovinar in terminolog
- Ciril Kržišnik (1944—2024), zdravnik pediater, prof. MF
- Davor Kržišnik, lesar, biotehnolog
- Erik Kržišnik (*1974), nogometaš
- Erika Kržišnik (*1953), jezikoslovka slovenistka, univerzitetna profesorica
- Franc Kržišnik - Ris, partizan
- Gašper Kržišnik (*1989), smučar
- Janez Kržišnik (*1951), župnik v Čepovanu, Loklovcu, Knežaku, od 1999 v Šempetru pri Gorici
- Jožef Kržišnik (1872—1927), rimskokatoliški duhovnik, geograf in zgodovinar
- Jožef Marija Kržišnik (1865—1926), pesnik in prevajalec
- Leopold Kržišnik, gornik, publicist, fotograf
- Ljubo Kržišnik, polkovnik, namestnik poveljnika TO na Gorenjskem
- Maja Kržišnik (*1948), umetnostna zgodovinarka in likovna kritičarka
- Marjan Kržišnik, jazz-kitarist (Veseli berači) (= zdravnik kirurg?)
- Marko Kržišnik (1926—2006), strojnik, gospodarstvenik, diplomat
- Pavel Kržišnik (1910—1988), duhovnik
- Rok Kržišnik (1951—2025), šahovski mojster
- Tone Kržišnik (1932—2021), slikar v izseljenstvu (Argentina)
- Tomaž Kržišnik (1943—2023), slikar, grafični oblikovalec, scenograf, ilustrator
- Vera Kržišnik-Bukić (*1949), zgodovinarka in sociologinja
- Zoran Kržišnik (1920—2008), umetnostni zgodovinar, likovni kritik, galerist
- Zvone Kržišnik (1927—2017), novinar, urednik, publicist, šahovski mojster
- Vladimir Kržišnik, fotograf